# Andorre aux Jeux européens de 2015
La principauté d'Andorre participe aux Jeux européens de 2015 qui ont lieu du 12 au 28 juin 2015 à Bakou en Azerbaïdjan. Elle ne remporte aucune médaille. La délégation andoranne est principalement constituée de concurrents d'athlétisme.